# Apechthis capulifera
Apechthis capulifera là một loài tò vò trong họ Ichneumonidae.